# Championnat d'Asie masculin de basket-ball des moins de 16 ans 2011
Navigation
Malaisie 2009 Iran 2013
Le championnat d'Asie masculin de basket-ball des moins de 16 ans 2011 se déroule à Nha Trang au Viêt Nam du 18 au 28 octobre 2011. Il s'agit de la deuxième édition de la compétition, instaurée en 2009.

## Équipes participantes

### Qualifications
14 équipes, issues des différentes zones de qualification du Championnat d'Asie U16, sont qualifiées pour cette compétition.
| Mode de qualification                                             | Places | Nations qualifiées             |
| ----------------------------------------------------------------- | ------ | ------------------------------ |
| Hôte du championnat d'Asie U16 2011                               | 1      | Viêt Nam                       |
| Vainqueur du Championnat d'Asie U16 2009                          | 1      | Chine                          |
| Qualifications Championnat d'Asie U16 2011 (Zone Asie Centrale)   | 1      | Ouzbékistan                    |
| Qualifications Championnat d'Asie U16 2011 (Zone Asie de l'Est)   | 3      | Corée du Sud Japon Taïwan      |
| Qualifications Championnat d'Asie U16 2011 (Zone Asie de l'Ouest) | 3      | Irak Iran Liban                |
| Qualifications Championnat d'Asie U16 2011 (Zone Asie du Sud)     | 1      | Inde                           |
| Qualifications Championnat d'Asie U16 2011 (Zone Asie du Sud-Est) | 3      | Indonésie Malaisie Philippines |
| Qualifications Championnat d'Asie U16 2011 (Zone Golfe)           | 2      | Arabie saoudite Bahreïn        |

## Rencontres

### Premier tour
Légende des classements
- Qualifié pour le second tour
- Qualifié pour le match pour la 13e place

#### Groupe A
| Rang | Équipe   | Pts | J | G | P | Pp  | Pc  | Diff |  | Résultats (dom.\ext.) |   |       |       |       |
| ---- | -------- | --- | - | - | - | --- | --- | ---- |  | --------------------- | - | ----- | ----- | ----- |
| 1    | Chine    | 6   | 3 | 3 | 0 | 230 | 101 | 129  |  | Chine                 |   | 64-27 | 75-44 | 91-30 |
| 2    | Inde     | 5   | 3 | 2 | 1 | 193 | 156 | 37   |  | Inde                  | - |       | 73-52 | 93-40 |
| 3    | Taïwan   | 4   | 3 | 1 | 2 | 167 | 185 | -18  |  | Taïwan                | - | -     |       | 71-37 |
| 4    | Malaisie | 3   | 3 | 0 | 3 | 107 | 255 | -148 |  | Malaisie              | - | -     | -     |       |

#### Groupe B
| Rang | Équipe       | Pts | J | G | P | Pp  | Pc  | Diff |  | Résultats (dom.\ext.) |   |       |       |        |
| ---- | ------------ | --- | - | - | - | --- | --- | ---- |  | --------------------- | - | ----- | ----- | ------ |
| 1    | Corée du Sud | 6   | 3 | 3 | 0 | 284 | 164 | 120  |  | Corée du Sud          |   | 91-65 | 73-70 | 120-29 |
| 2    | Liban        | 5   | 3 | 2 | 1 | 248 | 180 | 68   |  | Liban                 | - |       | 75-68 | 108-21 |
| 3    | Irak         | 4   | 3 | 1 | 2 | 238 | 180 | 58   |  | Irak                  | - | -     |       | 100-32 |
| 4    | Ouzbékistan  | 3   | 3 | 0 | 3 | 82  | 328 | -246 |  | Ouzbékistan           | - | -     | -     |        |

#### Groupe C
| Rang | Équipe          | Pts | J | G | P | Pp  | Pc  | Diff |  | Résultats (dom.\ext.) |   |       |        |
| ---- | --------------- | --- | - | - | - | --- | --- | ---- |  | --------------------- | - | ----- | ------ |
| 1    | Japon           | 4   | 2 | 2 | 0 | 205 | 91  | 114  |  | Japon                 |   | 86-36 | 119-55 |
| 2    | Arabie saoudite | 3   | 2 | 1 | 1 | 121 | 133 | -12  |  | Arabie saoudite       | - |       | 85-47  |
| 3    | Qatar           | 2   | 2 | 0 | 2 | 102 | 204 | -102 |  | Qatar                 | - | -     |        |

#### Groupe D
| Rang | Équipe      | Pts | J | G | P | Pp  | Pc  | Diff |  | Résultats (dom.\ext.) |   |       |        |
| ---- | ----------- | --- | - | - | - | --- | --- | ---- |  | --------------------- | - | ----- | ------ |
| 1    | Philippines | 4   | 2 | 2 | 0 | 204 | 55  | 149  |  | Philippines           |   | 93-30 | 111-25 |
| 2    | Indonésie   | 3   | 2 | 1 | 1 | 105 | 154 | -49  |  | Indonésie             | - |       | 75-61  |
| 3    | Viêt Nam    | 2   | 2 | 0 | 2 | 86  | 186 | -100 |  | Viêt Nam              | - | -     |        |

### Second tour
Légende des classements
- Qualifié pour les quarts de finale
- Qualifié pour les matches de classement (9e - 12e place)

#### Groupe E
| Rang | Équipe       | Pts | J | G | P | Pp  | Pc  | Diff |  | Résultats (dom.\ext.) |   |       |       |       |       |       |
| ---- | ------------ | --- | - | - | - | --- | --- | ---- |  | --------------------- | - | ----- | ----- | ----- | ----- | ----- |
| 1    | Chine        | 10  | 5 | 5 | 0 | 384 | 196 | 188  |  | Chine                 |   | 73-42 | 88-42 | 84-41 | 64-27 | 75-44 |
| 2    | Corée du Sud | 9   | 5 | 4 | 1 | 361 | 335 | 26   |  | Corée du Sud          | - |       | 91-65 | 73-70 | 76-68 | 79-59 |
| 3    | Liban        | 7   | 5 | 2 | 3 | 320 | 382 | -62  |  | Liban                 | - | -     |       | 75-68 | 77-65 | 61-70 |
| 4    | Irak         | 7   | 5 | 2 | 3 | 329 | 369 | -40  |  | Irak                  | - | -     | -     |       | 72-64 | 78-73 |
| 5    | Inde         | 6   | 5 | 1 | 4 | 297 | 341 | -44  |  | Inde                  | - | -     | -     | -     |       | 73-52 |
| 6    | Taïwan       | 6   | 5 | 1 | 4 | 298 | 366 | -68  |  | Taïwan                | - | -     | -     | -     | -     |       |

#### Groupe F
| Rang | Équipe          | Pts | J | G | P | Pp  | Pc  | Diff |  | Résultats (dom.\ext.) |   |       |       |        |        |        |
| ---- | --------------- | --- | - | - | - | --- | --- | ---- |  | --------------------- | - | ----- | ----- | ------ | ------ | ------ |
| 1    | Philippines     | 10  | 5 | 5 | 0 | 494 | 197 | 297  |  | Philippines           |   | 83-72 | 93-30 | 100-42 | 107-28 | 111-25 |
| 2    | Japon           | 9   | 5 | 4 | 1 | 451 | 256 | 195  |  | Japon                 | - |       | 77-46 | 86-36  | 119-55 | 97-36  |
| 3    | Indonésie       | 8   | 5 | 3 | 2 | 278 | 350 | -72  |  | Indonésie             | - | -     |       | 70-65  | 57-54  | 75-61  |
| 4    | Arabie saoudite | 7   | 5 | 2 | 3 | 291 | 356 | -65  |  | Arabie saoudite       | - | -     | -     |        | 85-47  | 63-53  |
| 5    | Qatar           | 6   | 5 | 1 | 4 | 253 | 434 | -181 |  | Qatar                 | - | -     | -     | -      |        | 69-66  |
| 6    | Viêt Nam        | 5   | 5 | 0 | 5 | 241 | 415 | -174 |  | Viêt Nam              | - | -     | -     | -      | -      |        |

### Tableau final
|  | Quarts de finale | Quarts de finale | Quarts de finale | Quarts de finale |              |              | Demi-finales    | Demi-finales    | Demi-finales                  | Demi-finales                  |                               |                               | Finale          | Finale          | Finale          | Finale          |
|  |                  |                  |                  |                  |              |              |                 |                 |                               |                               |                               |                               |                 |                 |                 |                 |
|  | 26 octobre 2011  | 26 octobre 2011  | 26 octobre 2011  | 26 octobre 2011  |              |              | 27 octobre 2011 | 27 octobre 2011 | 27 octobre 2011               | 27 octobre 2011               |                               |                               | 28 octobre 2011 | 28 octobre 2011 | 28 octobre 2011 | 28 octobre 2011 |
|  | 26 octobre 2011  | 26 octobre 2011  | 26 octobre 2011  | 26 octobre 2011  |              |              | 27 octobre 2011 | 27 octobre 2011 | 27 octobre 2011               | 27 octobre 2011               |                               |                               | 28 octobre 2011 | 28 octobre 2011 | 28 octobre 2011 | 28 octobre 2011 |
|  | F2               | Japon            | 71               | 71               |              |              | 27 octobre 2011 | 27 octobre 2011 | 27 octobre 2011               | 27 octobre 2011               |                               |                               | 28 octobre 2011 | 28 octobre 2011 | 28 octobre 2011 | 28 octobre 2011 |
|  | F2               | Japon            | 71               | 71               |              |              | 27 octobre 2011 | 27 octobre 2011 | 27 octobre 2011               | 27 octobre 2011               |                               |                               | 28 octobre 2011 | 28 octobre 2011 | 28 octobre 2011 | 28 octobre 2011 |
|  | E3               | Liban            | 52               | 52               |              |              | 27 octobre 2011 | 27 octobre 2011 | 27 octobre 2011               | 27 octobre 2011               |                               |                               | 28 octobre 2011 | 28 octobre 2011 | 28 octobre 2011 | 28 octobre 2011 |
|  | E3               | Liban            | 52               | 52               | Japon        | Japon        | 43              | 43              |                               |                               |                               |                               | 28 octobre 2011 | 28 octobre 2011 | 28 octobre 2011 | 28 octobre 2011 |
|  | 26 octobre 2011  |                  |                  |                  | Japon        | Japon        | 43              | 43              |                               |                               |                               |                               | 28 octobre 2011 | 28 octobre 2011 | 28 octobre 2011 | 28 octobre 2011 |
|  |                  |                  | Chine            | Chine            | 82           | 82           |                 |                 |                               |                               |                               |                               | 28 octobre 2011 | 28 octobre 2011 | 28 octobre 2011 | 28 octobre 2011 |
|  | F4               | Arabie saoudite  | Chine            | Chine            | 82           | 82           | 19              | 19              |                               |                               |                               |                               | 28 octobre 2011 | 28 octobre 2011 | 28 octobre 2011 | 28 octobre 2011 |
|  | F4               | Arabie saoudite  | 27 octobre 2011  |                  |              |              | 19              | 19              |                               |                               |                               |                               | 28 octobre 2011 | 28 octobre 2011 | 28 octobre 2011 | 28 octobre 2011 |
|  | E1               | Chine            | 100              | 100              |              |              |                 |                 |                               |                               |                               |                               | 28 octobre 2011 | 28 octobre 2011 | 28 octobre 2011 | 28 octobre 2011 |
|  | E1               | Chine            | 100              | 100              | Chine        | Chine        | 92              | 92              |                               |                               |                               |                               |                 |                 |                 |                 |
|  | 26 octobre 2011  |                  |                  |                  | Chine        | Chine        | 92              | 92              |                               |                               |                               |                               |                 |                 |                 |                 |
|  |                  |                  | Corée du Sud     | Corée du Sud     | 52           | 52           |                 |                 |                               |                               |                               |                               |                 |                 |                 |                 |
|  | E2               | Corée du Sud     | Corée du Sud     | Corée du Sud     | 52           | 52           | 107             | 107             |                               |                               |                               |                               |                 |                 |                 |                 |
|  | E2               | Corée du Sud     |                  |                  |              |              |                 |                 |                               |                               |                               |                               |                 |                 |                 |                 |
|  | F3               | Indonésie        | 48               | 48               |              |              |                 |                 |                               |                               |                               |                               |                 |                 |                 |                 |
|  | F3               | Indonésie        | 48               | 48               | Corée du Sud | Corée du Sud | 67              | 67              | Match pour la troisième place | Match pour la troisième place | Match pour la troisième place | Match pour la troisième place |                 |                 |                 |                 |
|  | 26 octobre 2011  |                  |                  |                  | Corée du Sud | Corée du Sud | 67              | 67              | Match pour la troisième place | Match pour la troisième place | Match pour la troisième place | Match pour la troisième place |                 |                 |                 |                 |
|  |                  |                  | Philippines      | Philippines      | 58           | 58           |                 |                 | 28 octobre 2011               | 28 octobre 2011               | 28 octobre 2011               | 28 octobre 2011               |                 |                 |                 |                 |
|  | E4               | Irak             | Philippines      | Philippines      | 58           | 58           | 69              | 69              | 28 octobre 2011               | 28 octobre 2011               | 28 octobre 2011               | 28 octobre 2011               |                 |                 |                 |                 |
|  | E4               | Irak             |                  |                  |              |              |                 | 69              |                               |                               | Japon                         | Japon                         | 94              | 94              |                 |                 |
|  | F1               | Philippines      | 82               | 82               |              |              |                 |                 |                               |                               | Japon                         | Japon                         | 94              | 94              |                 |                 |
|  | F1               | Philippines      | 82               | 82               | Philippines  | Philippines  | 81              | 81              |                               |                               |                               |                               |                 |                 |                 |                 |
|  |                  |                  |                  |                  |              |              |                 |                 |                               |                               |                               |                               |                 |                 |                 |                 |

### Matches de classement

#### Matches pour la5eplace
|  | Tour de classement 5e - 8e | Tour de classement 5e - 8e | Tour de classement 5e - 8e | Tour de classement 5e - 8e |                        |       | Match pour la 5e place | Match pour la 5e place | Match pour la 5e place | Match pour la 5e place |
|  |                            |                            |                            |                            |                        |       |                        |                        |                        |                        |
|  | 27 octobre 2011            | 27 octobre 2011            | 27 octobre 2011            | 27 octobre 2011            |                        |       | 28 octobre 2011        | 28 octobre 2011        | 28 octobre 2011        | 28 octobre 2011        |
|  | Liban                      | Liban                      | 76                         | 76                         |                        |       | 28 octobre 2011        | 28 octobre 2011        | 28 octobre 2011        | 28 octobre 2011        |
|  | Liban                      | Liban                      | 76                         | 76                         |                        |       | 28 octobre 2011        | 28 octobre 2011        | 28 octobre 2011        | 28 octobre 2011        |
|  | Arabie saoudite            | Arabie saoudite            | 43                         | 43                         |                        |       | 28 octobre 2011        | 28 octobre 2011        | 28 octobre 2011        | 28 octobre 2011        |
|  | Arabie saoudite            | Arabie saoudite            | 43                         | 43                         | Liban                  | Liban | 60                     | 60                     |                        |                        |
|  | 27 octobre 2011            |                            |                            |                            | Liban                  | Liban | 60                     | 60                     |                        |                        |
|  |                            |                            | Irak                       | Irak                       | 76                     | 76    |                        |                        |                        |                        |
|  | Indonésie                  | Indonésie                  | Irak                       | Irak                       | 76                     | 76    | 38                     | 38                     |                        |                        |
|  | Indonésie                  | Indonésie                  |                            |                            |                        |       |                        | 38                     |                        |                        |
|  | Irak                       | Irak                       | 99                         | 99                         |                        |       |                        |                        |                        |                        |
|  | Irak                       | Irak                       | 99                         | 99                         | Match pour la 7e place |       |                        |                        |                        |                        |
|  |                            |                            |                            |                            |                        |       |                        |                        |                        |                        |
|  | 28 octobre 2011            |                            |                            |                            |                        |       |                        |                        |                        |                        |
|  | Arabie saoudite            | Arabie saoudite            | 47                         | 47                         |                        |       |                        |                        |                        |                        |
|  | Arabie saoudite            | Arabie saoudite            | 47                         | 47                         |                        |       |                        |                        |                        |                        |
|  | Indonésie                  | Indonésie                  | 52                         | 52                         |                        |       |                        |                        |                        |                        |
|  | Indonésie                  | Indonésie                  | 52                         | 52                         |                        |       |                        |                        |                        |                        |

#### Matches pour la9eplace
|  | Tour de classement 9e - 12e | Tour de classement 9e - 12e | Tour de classement 9e - 12e | Tour de classement 9e - 12e |                         |      | Match pour la 9e place | Match pour la 9e place | Match pour la 9e place | Match pour la 9e place |
|  |                             |                             |                             |                             |                         |      |                        |                        |                        |                        |
|  | 26 octobre 2011             | 26 octobre 2011             | 26 octobre 2011             | 26 octobre 2011             |                         |      | 27 octobre 2011        | 27 octobre 2011        | 27 octobre 2011        | 27 octobre 2011        |
|  | Inde                        | Inde                        | 107                         | 107                         |                         |      | 27 octobre 2011        | 27 octobre 2011        | 27 octobre 2011        | 27 octobre 2011        |
|  | Inde                        | Inde                        | 107                         | 107                         |                         |      | 27 octobre 2011        | 27 octobre 2011        | 27 octobre 2011        | 27 octobre 2011        |
|  | Viêt Nam                    | Viêt Nam                    | 40                          | 40                          |                         |      | 27 octobre 2011        | 27 octobre 2011        | 27 octobre 2011        | 27 octobre 2011        |
|  | Viêt Nam                    | Viêt Nam                    | 40                          | 40                          | Inde                    | Inde | 60                     | 60                     |                        |                        |
|  | 26 octobre 2011             |                             |                             |                             | Inde                    | Inde | 60                     | 60                     |                        |                        |
|  |                             |                             | Taïwan                      | Taïwan                      | 61                      | 61   |                        |                        |                        |                        |
|  | Taïwan                      | Taïwan                      | Taïwan                      | Taïwan                      | 61                      | 61   | 125                    | 125                    |                        |                        |
|  | Taïwan                      | Taïwan                      |                             |                             |                         |      |                        | 125                    |                        |                        |
|  | Qatar                       | Qatar                       | 37                          | 37                          |                         |      |                        |                        |                        |                        |
|  | Qatar                       | Qatar                       | 37                          | 37                          | Match pour la 11e place |      |                        |                        |                        |                        |
|  |                             |                             |                             |                             |                         |      |                        |                        |                        |                        |
|  | 27 octobre 2011             |                             |                             |                             |                         |      |                        |                        |                        |                        |
|  | Viêt Nam                    | Viêt Nam                    | 58                          | 58                          |                         |      |                        |                        |                        |                        |
|  | Viêt Nam                    | Viêt Nam                    | 58                          | 58                          |                         |      |                        |                        |                        |                        |
|  | Qatar                       | Qatar                       | 59                          | 59                          |                         |      |                        |                        |                        |                        |
|  | Qatar                       | Qatar                       | 59                          | 59                          |                         |      |                        |                        |                        |                        |

#### Match pour la13eplace
| 22 octobre 2011 9 h 00 UTC+07:00 | Rapport | Malaisie                                        | 78–30 | Ouzbékistan |  | Khanh Hoa Sports Hall, Nha Trang |
| 22 octobre 2011 9 h 00 UTC+07:00 | Rapport | Score par quart-temps : 11-6, 20-11, 21-5, 26-8 |       |             |  | Khanh Hoa Sports Hall, Nha Trang |

## Classement final
| Place                    | Équipe          | Vict.-Déf. |
| ------------------------ | --------------- | ---------- |
| Médaille d'or, Asie      | Chine           | 9 - 0      |
| Médaille d'argent, Asie  | Corée du Sud    | 7 - 2      |
| Médaille de bronze, Asie | Japon           | 6 - 2      |
| 4                        | Philippines     | 6 - 2      |
| 5                        | Irak            | 5 - 4      |
| 6                        | Liban           | 4 - 5      |
| 7                        | Indonésie       | 4 - 4      |
| 8                        | Arabie saoudite | 2 - 6      |
| 9                        | Taïwan          | 4 - 4      |
| 10                       | Inde            | 3 - 5      |
| 11                       | Qatar           | 2 - 5      |
| 12                       | Viêt Nam        | 0 - 7      |
| 13                       | Malaisie        | 1 - 3      |
| 14                       | Ouzbékistan     | 0 - 4      |

- Qualification pour la Coupe du Monde U17 2012

## Leaders statistiques

### Points
| Place | Nom                  | Équipe          | PPM  |
| ----- | -------------------- | --------------- | ---- |
| 1     | Satnam Singh Bhamara | Inde            | 19,6 |
| 2     | Qi Zhou              | Chine           | 17,6 |
| 3     | Karrar Hamzah        | Irak            | 17,3 |
| 4     | Abdulaziz Sakar      | Arabie saoudite | 17,1 |
| 4     | Mohamed Abdelaziz    | Qatar           | 17,1 |